# A for Andromeda (film)
A for Andromeda è un film televisivo diretto da John Strickland. Il film è un remake dell'omonima serie TV del 1961.

## Trama
Un gruppo di scienziati riceve segnali radio dalla Galassia di Andromeda. Una volta decifrati, questi forniscono un programma per computer capace di progettare un clone umano.

## Produzione
Il film è stato prodotta da Richard Fell, che l'anno precedente aveva supervisionato The Quatermass Experiment, un remake dal vivo dell'omonima serie televisiva del 1953, anch'essa in gran parte andata perduta dagli archivi della BBC.
Parlando della decisione di commissionare il remake, Fell ha detto: "Abbiamo pensato che A for Andromeda fosse un'occasione troppo ghiotta per lasciarsela sfuggire... è l'ovvio follow up [di The Quatermass Experiment]. Ha avuto un impatto enorme quando è arrivato. È anche andato perso negli archivi televisivi ed era una storia incredibile e, come Quatermass, molto lungimirante". Egli disse anche: "Solleva temi sull'intelligenza artificiale, la clonazione, la guerra biologica e lo sfruttamento politico della scienza che sono temi importanti oggi come lo erano quando è stato scritto, se non di più. È anche uno strano tipo di storia d'amore, se un uomo può innamorarsi di una macchina".
Fell adattò anche le sceneggiature originali di Hoyle ed Elliot. Con i suoi 85 minuti, questa nuova versione è molto più breve dell'originale miniserie televisiva che durava quasi 300 minuti. Nel condensare la sceneggiatura originale, Fell utilizzò considerevolmente meno personaggi e meno location. Una delle modifiche sostanziali fu la ricollocazione della vicenda da un radiotelescopio ad una stazione d'intelligence di segnali. Ma anche i personaggi subirono sostanziali modifiche: Judy Adamson e Christine furono fusi nel personaggio di Christine, il personaggio di Madeline Dawnay combinava i ruoli sia del personaggio originale di Dawnay che quello di Rheinhart, mentre il generale Vandenberg assunse il ruolo di molte delle figure autoritarie della miniserie originale.
Per il ruolo di Christine/Andromeda venne scelta Kelly Reilly. Fleming è stato interpretato da Tom Hardy. Bridger è stato interpretato da Charlie Cox e Vandenberg da David Haig. Dawnay è stata interpretata da Jane Asher; Fell aveva sperato di poter ingaggiare Julie Christie per questo ruolo come un cenno all'originale miniserie, ma l'attrice non era disponibile.
Diretto da John Strickland, il film è stato girato in esterni all'inizio del 2006 alla Stanmore Air Base e ai Brecon Beacons.

## Distribuzione
Trasmesso per la prima volta lunedì 27 marzo 2006 su BBC Four, è stato visto da 580.000 spettatori, diventando il programma più visto su BBC Four per quella settimana.